# Palestinské výzkumné centrum
Palestinské výzkumné centrum byla výzkumná a vzdělávací organizace založená v roce 1965 Organizací pro osvobození Palestiny v libanonském Bejrútu. Účelem organizace bylo shromážďování, uchování a analýza dokumentů a písemností o Palestině, její historii a kultuře Palestinců. Sídlo organizace se stalo cílem několika útoků, než bylo v roce 1983 zničeno teroristickým útokem izraelské zástupné skupiny Fronty za osvobození Libanonu od cizinců, a to přesto, že budova byla pod libanonskou diplomatickou ochranou.

## Historie
Palestinské výzkumné centrum bylo založeno jen rok od vzniku Organizace pro osvobození Palestiny. Účelem bylo shromáždit materiály, knihy, články a publikace týkající se palestinské historie, společnosti, kultury a politiky – izraelské i palestinské. Centrum vydávalo odborné časopisy Šú‘un Filastínijja a Al-Wathá’ik Al-Filastínijja.
K roku 1982 centrum vybudovalo knihovnu o 25 tisících dokumentech v angličtině, arabštině a hebrejštině. Současně uchovávalo množství mikrofilmů. V této době v podstatě sloužilo jako repozitář a první palestinský archiv. Na svém vrcholu v centru pracovalo 40 výzkumníků a dalších 40 pracovníků.
Prvním ředitelem centra byl Fájiz Sajich. Po roce ho vystřídal jeho bratr Anís, který získal doktorát na britské Univerzitě v Cambridgi. V roce 1977 byl novým ředitelem zvolen izraelsko-arabský historik Sábrí Džiríjs, který vystudoval Hebrejskou univerzitu v Jeruzalémě. V Izraeli byl dvakrát bez soudu držen v administrativní vazbě a následně emigroval do Libanonu, kde do funkce nastoupil v roce 1978. V mezidobí centrum vedl básník Mahmúd Darwíš.
Po invazi izraelské armády do Libanonu v červnu 1982 se Džiríjs rozhodl shromáždit nejcennější archiválie, včetně citlivých dokumentů obsahujících osobní údaje, a v září 1982, v době, kdy izraelská armáda táhla na Bejrút, je nechat vyvézt z Libanonu. V červenci a v srpnu 1982 před sídlem centra byly odpáleny dvě nálože umístěné v zaparkovaných autech.  Červencový útok způsobil malé poškození budovy. V srpnu si zaměstnanci všimli dalšího podezřelého auta a před jeho výbuchem se podařilo budovu evakuovat. Výbuch přesto zranil čtyři osoby. V září, během izraelské okupace, byla budova přepadena a vyrabována. Izraelská armáda takto vnikla do všech budov Organizace pro osvobození Palestiny v Bejrútu a odvezla či zničila veškeré dokumenty a vybavení. V polovině září byl obsah archivu centra naložen na nákladní vozy a odvezen do Izraele.
V únoru 1983 před sídlem centra vybuchla v přistaveném automobilu nálož o váze 150 kg TNT. Nálož významně poškodila celou budovu, zabila osmnáct lidí a vysklila okna v širokém okolí výbuchu. Při výbuchu byl zničen zbytek archiválií, který nebyl zkonfiskován izraelskou armádou nebo zničen při rabování v roce 1982.
V listopadu 1983 došlo k výměně vězňů, při které Izrael vrátil část zabaveného archivu. Izrael si archiv zkopíroval, poté byl znovu uložen ve sto krabicích a odeslán pod dohledem Mezinárodního červeného kříže do Alžírska. Jelikož jedinou dokumentaci k obsahu sbírek Izrael zkonfiskoval, není dosud jasné, jaká část byla vrácena, jakou drží Izrael a jaká je zničena. Archiv se následně několikrát stěhoval po vojenských základnách, až byl uložen na základně u hranice s Tuniskem, ve kterém v té době sídlilo velení Organizace pro osvobození Palestiny. Archiv by tam měl být uložen dodnes, ale nikdo nezná jeho stav.
V prosinci 1983 Valné shromáždění OSN přijalo rezoluci č. 38/180B, ve které odsoudilo zabavení a poničení palestinského archivu izraelskou armádou.
Izraelská armáda v Bejrútu zkonfiskovala také 120 filmů o Palestincích a Palestině. Sbírky jsou uloženy v Tel Avivu a je k nim stanoven velmi omezený přístup.
Po libanonské válce bylo Palestinské výzkumné centrum provizorně přesunuto na Kypr, kde v omezených možnostech působilo z iniciativy Džiríjse, a to až do roku 1992. Po celou dobu Džiríjs neúspěšně usiloval o znovuvybudování centra a archivu v egyptské Káhiře. Po mírových rozhovorech Džiríjs začal budovat novou archivní instituci ve Východním Jeruzalémě, tamní sbírky, ale byly v roce 2001 opět zabaveny izraelskou armádou. Ty byly umístěny v sídle Organizace pro osvobození Palestiny (tzv. Orient House).
Profesor Antoon de Baetz klasifikuje izraelskou konfiskaci a zničení palestinských dokumentů jako příklad cenzury historiografie praktikované mnoha národy. Izraelská akademička Rona Sela považuje tyto incidenty za součást politiky nebo praxe probíhající od 30. let 20. století s cílem přivlastnit si, zatajit a tím vykonávat kontrolu nad palestinskými reprezentacemi jejich historické zkušenosti. Dále tvrdí, že v izraelské společnosti existuje dvojí metr, pokud jde o národní dědictví: existuje konsenzus, že cenné majetky zabavené ve druhé světové válce musí být vráceny jejich židovským vlastníkům, ale tentýž princip se netýká palestinských cenností.

## Ředitelé
- Fájiz Sajich (1965–1966)
- Anís Sajich (1966–1977)
- Mahmúd Darwíš (1977–1978)
- Sábrí Džiríjs (1978–1983)